# Малиновка (Новокузнецкий район)
Малиновка — село в Новокузнецком районе Кемеровской области. Входит в состав Сосновского сельского поселения.

## География
Центральная часть населённого пункта расположена на высоте 251 метров над уровнем моря.

## Население
По данным Всероссийской переписи населения 2010 года, в селе Малиновка проживает 32 человека (22 мужчины, 10 женщин).